# Гончарь, Григорий Моисеевич
Григорий Моисеевич Гончарь (1916—1998) — участник Великой Отечественной войны, командир роты 1237-го стрелкового полка (373-я стрелковая дивизия, 52-я армия, 1-й Украинский фронт), старший лейтенант, Герой Советского Союза.

## Биография
Родился в семье служащего. Еврей. Окончил 8 классов. Работал слесарем на Кировоградском заводе «Красная Звезда».
В РККА с 1937 года. Член ВКП(б)/КПСС с 1939. В 1939 учился в Московском военно-политическом училище, в 1940 окончил курсы начальников полковых школ. Политрук полковой школы сержантов 747-го стрелкового полка 172-й стрелковой дивизии (город Сталиногорск, ныне Новомосковск Тульской области).
Участник Великой Отечественной войны с первого её дня. В июле 1941 в составе 747-го стрелкового полка воевал под Могилёвым, оказался в окружении, затем воевал в партизанском отряде на Украине. С января 1944 вновь в действующей армии. Командир роты 1237-го стрелкового полка (373-я стрелковая дивизия, 52-я армия, 1-й Украинский фронт), старший лейтенант.
24 января 1945 года с ротой преодолел Одер в районе населённого пункта Раттвиц (15 км юго-восточнее г. Вроцлав, ныне в Польше). Рота захватила плацдарм и обеспечила переправу других подразделений полка. Был ранен, но не покинул поля боя. Звание Героя Советского Союза присвоено 10 апреля 1945 года (медаль № 7279).
В 1957 году окончил курсы «Выстрел». С 1961 — в запасе. Жил в городе Ивано-Франковск, преподавал в автомобильном техникуме.
Умер 17 декабря 1998 года в Ивано-Франковске.

## Награды и звания
- Герой Советского Союза (10 апреля 1945);
- орден Ленина (10 апреля 1945);
- орден Отечественной войны I степени;
- орден Отечественной войны II степени;
- орден Красной Звезды;
- медали.

## Память
Почётный гражданин Могилёва. Участник Парада Победы 1995 года.